# Jogos Mundiais de Esportes Mentais
Os primeiros Jogos Mundiais de Esportes Mentais foram realizados em Pequim, China, imediatamente após os Jogos Olímpicos de Verão de 2008, de 3 a 18 de outubro. Estima-se que 2000 concorrentes de 150 países tenham competido por 36 medalhas de ouro. Os Jogos envolvem pelo menos cinco esportes mentais: bridge, xadrez, go, damas e xadrez chinês.

## Eventos
Bridge
| Evento               | Ouro                                    | Prata                            | Bronze                            |
| -------------------- | --------------------------------------- | -------------------------------- | --------------------------------- |
| Individual Masculino | Tor Helness                             | Geir Helgemo                     | Andrey Gromov                     |
| Individual Feminino  | Midskog Katarina                        | Anne Fréderique Levy             | Yan Ru                            |
| Equipes Sub-21       | França                                  | Reino Unido                      | China                             |
| Equipes Sub-26       | Dinamarca                               | Polónia                          | Noruega                           |
| Equipes Sub-28       | Noruega                                 | Polónia                          | China                             |
| Duplas Juvenis       | Mehmet Remzi Sakirler / Melih Osman Sen | Lotan Fisher / Ron Haim Schwartz | Joanna Krawczyk / Piotr Tuczynski |
| Individual Juvenil   | Salih Murat Anter                       | Radu Nistor                      | Lars Arthur Johansen              |
| Aberto por equipes   | Itália                                  | Reino Unido                      | Noruega                           |
| Equipes Femininas    | Reino Unido                             | China                            | Estados Unidos                    |

Xadrez
| Evento                      | Ouro                                            | Prata                              | Bronze                                    |
| --------------------------- | ----------------------------------------------- | ---------------------------------- | ----------------------------------------- |
| Masculino Individual Blitz  | Martyn Kravtsiv                                 | Yuriy Drozdovsky                   | Christodoulos Banikas                     |
| Feminino Individual Blitz   | Alexandra Kosteniuk                             | Antoaneta Stefanova                | Hou Yifan                                 |
| Masculino Individual Rápido | Bu Xiangzhi                                     | Anton Korobov                      | Zhang Zhong                               |
| Feminino Individual Rápido  | Antoaneta Stefanova                             | Zhao Xue                           | Huang Qian                                |
| Duplas Mistas Blitz         | Carlos Matamoros Franco / Fierro Martha Baquero | Krishnan Sasikiran / Tania Sachdev | Valeriy Aveskulov / Tatjana Vasilevich    |
| Duplas Mistas Rápido        | Ni Hua / Hou Yifan                              | Dao Thien Hai / Le Kieu Thien Kim  | Ghaem Maghami Ehsan / Pourkashiyan Atousa |
| Equipes masculina Blitz     | Hungria                                         | República Popular da China         | Ucrânia                                   |
| Equipes feminina Blitz      | Rússia                                          | China                              | Vietname                                  |
| Equipes feminina Rápido     | República Popular da China                      | Ucrânia                            | Irã                                       |
| Equipes masculina Rápido    | República Popular da China                      | Ucrânia                            | Rússia                                    |

Go
| Evento               | Ouro                               | Prata                                | Bronze                        |
| -------------------- | ---------------------------------- | ------------------------------------ | ----------------------------- |
| Individual Masculino | Kang Dongyoon                      | Park Jungsang 9p                     | Li Zhe 6p                     |
| Individual Feminino  | Song Ronghui 1p                    | Lee Minjin                           | Park Ji Eun                   |
| Aberto               | Jo Sae Byol 7d (Jo Tae-Won)        | Ham Youngwoo 7d                      | Lee Yong Hee 6d               |
| Equipe masculino     | Coreia do Sul                      | República Popular da China           | Japão                         |
| Equipe Feminino      | República Popular da China         | Coreia do Sul                        | Japão                         |
| Duplas Mistas        | Huang Yizhong 7p ／ Fan Weijing 2p | Chou Chun-Hsun 9p ／ Hsieh Yi-Min 4p | On So Jin 4p ／ Lee Ha Jin 3p |

Damas
| Evento                                  | Ouro                | Prata               | Bronze               |
| --------------------------------------- | ------------------- | ------------------- | -------------------- |
| International Draughts 100sq (homens)   | Alexander Georgiev  | Alexander Getmanski | Guntis Valneris      |
| International Draughts 100sq (mulheres) | Zoja Golubeva       | Tanja Chub          | Tamara Tansykkuzhina |
| Russian Draughts 64sq (mulheres)        | Viktoriya Motrichko | Elena Miskova       | Julia Romanskaia     |
| Brazilian Draughts 64sq (homens)        | Dashkov Oleg        | Ion Dosca           | Belosheev Sergey     |
| Checkers (Mistos)                       | Alex Moiseyev       | Ron King            | Raivis Paegle[       |

Xadrez Chinês
| Evento                  | Ouro                       | Prata         | Bronze        |
| ----------------------- | -------------------------- | ------------- | ------------- |
| Rápido (Masculino)      | Wang Yang                  | Jiang Chuan   | Zhao Ruquan   |
| Individual (Feminino)   | Wang linna                 | Zhao Guanfang | Ngo Lan Huong |
| Individual (Masculino)  | Xu Yinchuan                | Hong Zhi      | Look Kongdwa  |
| Por equipes (Feminino)  | República Popular da China | Austrália     | Vietname      |
| Por equipes (Masculino) | República Popular da China | Vietname      | Hong Kong     |

## Quadro de medalhas
| Ordem | País            | Medalha de ouro | Medalha de prata | Medalha de bronze |     |
| ----- | --------------- | --------------- | ---------------- | ----------------- | --- |
| 1     | China           | 12              | 8                | 6                 | 26  |
| 2     | Rússia          | 4               | 1                | 3                 | 8   |
| 3     | Coreia do Sul   | 2               | 4                | 3                 | 9   |
| 3     | Ucrânia         | 2               | 4                | 3                 | 9   |
| 5     | Noruega         | 2               | 1                | 3                 | 6   |
| 6     | Turquia         | 2               |                  |                   | 2   |
| 7     | Grã-Bretanha    | 1               | 2                |                   | 3   |
| 8     | Bulgária        | 1               | 1                |                   | 2   |
| 8     | França          | 1               | 1                |                   | 2   |
| 10    | Letónia         | 1               |                  | 2                 | 3   |
| 11    | Estados Unidos  | 1               |                  | 1                 | 2   |
| 12    | Coreia do Norte | 1               |                  |                   | 1   |
| 12    | Suécia          | 1               |                  |                   | 1   |
| 12    | Dinamarca       | 1               |                  |                   | 1   |
| 12    | Equador         | 1               |                  |                   | 1   |
| 12    | Hungria         | 1               |                  |                   | 1   |
| 12    | Itália          | 1               |                  |                   | 1   |
| 18    | Vietname        |                 | 2                | 3                 | 5   |
| 19    | Polónia         |                 | 2                | 1                 | 3   |
| 19    | Mongólia        |                 | 2                | 1                 | 3   |
| 21    | Países Baixos   |                 | 1                |                   | 1   |
| 21    | Roménia         |                 | 1                |                   | 1   |
| 21    | Taipé Chinesa   |                 | 1                |                   | 1   |
| 21    | Austrália       |                 | 1                |                   | 1   |
| 21    | Barbados        |                 | 1                |                   | 1   |
| 21    | Índia           |                 | 1                |                   | 1   |
| 21    | Israel          |                 | 1                |                   | 1   |
| 28    | Hong Kong       |                 |                  | 2                 | 2   |
| 28    | Irã             |                 |                  | 2                 | 2   |
| 28    | Japão           |                 |                  | 2                 | 2   |
| 31    | Malásia         |                 |                  | 1                 | 1   |
| 31    | Singapura       |                 |                  | 1                 | 1   |
| 31    | Grécia          |                 |                  | 1                 | 1   |
| TOTAL | TOTAL           | 35              | 35               | 34                | 105 |

## Ver Também
- Jogos Olímpicos da Mente